# Mitologia maya
La mitologia dei Maya comprende tutte quelle credenze e racconti in cui compaiono forze della natura personificate, le divinità e gli eroi principali che interagiscono con queste. Altre parti della tradizione orale maya, come racconti di animali e storie a contenuto moraleggiante, non appartengono propriamente al campo della mitologia. La mitologia maya è parte della mitologia mesoamericana.

## Origini e fonti
I miti più antichi risalgono al XVI secolo e si trovano nelle fonti storiche delle regioni montuose del Guatemala. 
Il più importante di questi documenti è il Popol Vuh o Libro del Concilio che contiene le storie relative alla creazione di Quichean e le avventure degli eroi gemelli Hunahpu e Xbalanque. Lo Yucatán (Messico) è una regione parimenti importante sotto questo aspetto. I Libri di Chilam Balam contengono passaggi mitologici molto antichi inoltre frammenti si ritrovano sparsi tra le prime cronache e relazioni redatte durante la colonizzazione spagnola. Prima di tutte la Relación di Diego de Landa e nei dizionari compilati dai primi missionari. Nel XIX e XX secolo antropologi e studiosi del folklore locale hanno fermato su carta molti episodi. Sebbene siano il risultato di un processo storico in cui le tradizioni narrative spagnole si miscelavano con quelle native, alcuni di questi racconti maya forniscono tracce importanti delle originarie narrazioni dei tempi precoloniali. All'inizio del XXI secolo la trasmissione di storie tradizionali originali è entrata nella fase finale: in questo periodo gli stessi Maya hanno incominciato a salvare e pubblicare le preziose storie dei loro nonni ed antenati.

## Principali filoni mitologici

### Creazione del mondo
Il Popol Vuh descrive la creazione della Terra come frutto delle forze del cielo e del mare. Similmente il libro di Chilam Balam, posteriore al ‘'Popol Vuh'’, riferisce del crollo del cielo e del diluvio, seguito dalla risalita del cielo e la crescita dell'Abero Cosmico (dei cinque mondi). Anche la popolazione dei Lacandón conosceva la storia della creazione del mondo terrestre.
Storie degli eroi: organizzazione del mondo 
Il mito più conosciuto riguardante un eroe è la grande sconfitta delle divinità portatrici di malattie e morte da parte dei Gemelli Hunahpu e Xbalanque. Di uguale importanza è la storia parallela di un eroe del grano che sconfigge le divinità del tuono e del fulmine con le quali poi stabilisce un patto. Sebbene l'attuale diffusione del mito sia limitata alle zone costiere del Golfo del Messico, esso faceva probabilmente parte della tradizione orale maya originale. Frammenti mitologici importanti sulla vittoria di figure eroiche sui giaguari sono stati preservati dai Tzotzil.

### Sposalizio con la Terra
Questo schema mitico definisce le relazioni tra la specie umana, la caccia e le coltivazioni. Un eroe ancestrale, Xbalanque, secondo una tradizione Kekchi, corteggia la figlia di un dio della Terra. La donna è infine trasformata in selvaggina, api, serpenti ed insetti oppure in granturco. Secondo altre versioni la donna si trasforma in Luna e l'eroe in Sole. Una versione dei Tzotzil con intento moraleggiante racconta di un uomo premiato con una figlia della divinità della pioggia ma dalla quale si separa con una sorta di divorzio.

### Origine del sole e della Luna
L'origine del sole e della luna non è sempre il risultato di uno sposalizio con la terra. Dal Chiapas e dalle regioni montuose occidentali del Guatemala giunge la storia di un giovane ragazzo e dei suoi fratelli maggiori: il fratelli più grandi, gelosi di lui, vengono trasformati in maiali selvatici ed altri animali della foresta, il più giovane diventa invece il Sole e sua madre la Luna. Similmente nel Popol Vuh i fratelli maggiori si tramutano in scimmie e la Luna e il Sole derivano da altri due fratelli minori.

### Origini di altri corpi celesti
Nel contesto della struttura mitologica sopradescritta, ma anche in storie tramandate separatamente, viene mostrata anche l'origine di molti fenomeni naturali e culturali spesso con l'intento morale di definire le relazioni rituali tra l'uomo e l'ambiente circostante. In questo senso si forniscono spiegazioni sull'origine dei corpi celesti (Sole e Luna, ma anche Venere, le Pleiadi, la Via Lattea); le montagne; le nuvole, la pioggia i tuoni e i fulmini; animali selvatici e domestici; il colore del grano; malattie ed erbe curative; strumenti usati nell'agricoltura; sorgenti di vapore, ecc.

## Mitologia originale pre-ispanica

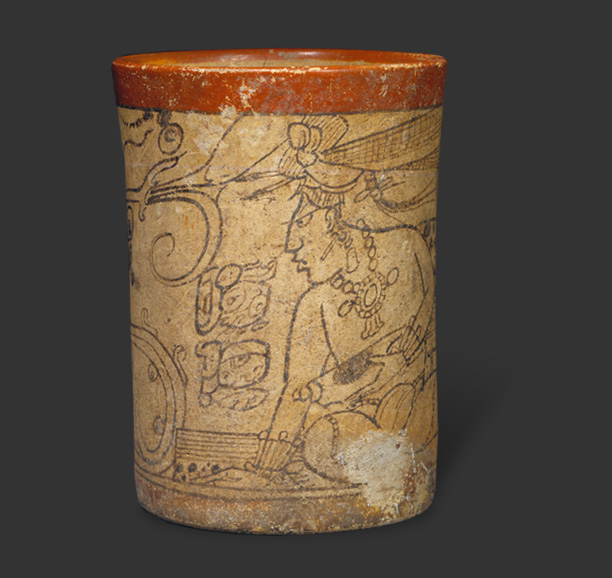
Vaso decorato a mo' di codice.

I tre libri originali maya giunti fino a noi hanno contenuto fondamentalmente ritualistico e, nel caso del codice di Parigi, anche storico con poche narrazioni di tipo mitologico. Nella ricostruzione dei miti maya ci si basa fondamentalmente sulle pitture murali che decorano templi ed edifici oppure su manufatti e prodotti artistici (come ad esempio il cosiddetto codice su ceramica). Si dubita sull'esistenza di narrazioni mitologiche complete in forma di geroglifici. Si riconosce che il mito dei gemelli, seppure in una versione che si discosta considerevolmente da quella contenuta nel Popul Vuh, circolasse già nel periodo classico. In alcuni casi, antichi miti dei Maya sono sopravvissuti perché tramandati da popolazioni vicine: è il caso dei racconti sul dio del grano e, in misura minore, della mitologia delle divinità chiamate Bacab. Col perfezionamento delle tecniche di decifrazione dei geroglifici, le brevi didascalie esplicative incluse nelle scene di mitologia riusciranno probabilmente a rendere più chiari i miti e le leggende autentiche degli antichi Maya.

## Gli animali nella mitologia dei Maya
Gli animali avevano una forte simbologia religiosa, erano sacralizzati e costituivano un legame con la sfera del  soprannaturale.  Il cervo aveva per i Maya una valenza cosmica in quanto era posto in relazione con la terra e veniva considerato un simbolo del Sole diurno e del suo movimento dalla vita alla morte: all'alba è un lamento e al crepuscolo agonizza.  I rettili furono raffigurati nell'arte per rappresentare l'origine del mondo e il mare primordiale. Il coccodrillo nel suo significato cosmico incarnava un mostro cosmico bicefalo, mentre nel suo aspetto terrestre veniva rappresentato come il mostro Cauac, un essere con l'aspetto di rettile ed i tratti di coccodrillo. La sua pelle squamosa era interpretata come la superficie della terra e le fauci aperte come la caverna che porta all'Inframondo, il mondo sotterraneo. Le rane richiamavano la fertilità della terra in quanto il loro canto rievoca la pioggia.
Il pesce era interpretato come simbolo della morte, dell'Inframondo e dell'acqua. Animali ed elementi acquatici erano associati alla pioggia, al mare, alla fertilità e al mare primordiale della creazione. La tartaruga, galleggiando sul mare, rappresenta la superficie della Terra dal cui carapace, come indicato nel Popol Vuh, era emerso Hun Hunahpu ( padre degli Eroi Gemelli) resuscitando in forma di dio del mais. Era anche collegata con Chhahk, dio della pioggia, e veniva considerata come il collegamento tra terra e acqua. Il pipistrello che abita nell'oscurità era posto a guardia delle grotte, ritenute ingresso all'Inframondo. Esso era associato alla notte, alla morte, alla fertilità e alla sessualità. L'anatra
era ritenuta l'anima dei defunti e il  messaggero delle nubi verso le diverse direzioni del mondo sacro. I Maya credevano inoltre che spiriti e dei assumessero le forme di un'anatra durante i loro viaggi fra montagne sacre e mare. Lo scorpione era invece collegato a Venere come luce dell'alba e della sera. Tra gli animali terrestri, il serpente simboleggiava il legame con la terra ed era emblema della fertilità. Simboleggiva pure i grandi contrari cosmici e la loro armonia ("coincidentia oppositorum" o contraddizione) che rende possibile la vita ed era anche simbolo dell'energia sacra alla quale partecipano dei e uomini. In particolare poi il "Dragone celeste" univa le caratteristiche del serpente a sonagli e del quetzal nonché di altri animali come il cervo ed il giaguaro, diventando in tal modo supremo simbolo del "sacro" che in sé fonde gli opposti cosmici. La scimmia rappresentava le arti e trasmetteva agli uomini i disegni degli dei mediante la scrittura, una sorta di "scrivano degli dei", quindi era anche guardiano della saggezza. Il tasso disperdeva i semi delle piante e perciò era un creatore di vita (nel Popol Vuh uno dei nomi attribuiti alla madre creatrice è Zaqi-Nima Tziis, cioè "Grande Tasso Bianco"). Il cane era il compagno dell'uomo, associato simbolicamente ai tre strati dell'universo (Cielo, Terra e Inframondo); sostituisce  l'uomo nei sacrifici agli dei, conduce l'uomo al suo destino finale ed è l'eroe culturale che dà fuoco al sole e dal quale si origina la civilizzazione. Il giaguaro rappresentava a volte le energie sacre come la vita ma anche il lato oscuro della vita, le forze distruttive e misteriose, venendo quindi ad avere in sé il contrario necessario per l'equilibrio cosmico. Quest'animale è il Sole che entra nell'Inframondo; il suo manto è il cielo notturno punteggiato di stelle. Rappresenta i poteri occulti e non comprensibili della distruzione in quanto proviene da un tempo primordiale, caotico e pre-cosmico.